# Liste bekannter Medizinethiker
Die Liste bekannter Medizinethiker erfasst habilitierte oder anderweitig ausgewiesene Vertreter der Medizinethik.

## A
- Johann S. Ach (* 1961), deutscher Philosoph

## B
- Axel W. Bauer (* 1955), deutscher Arzt
- Kurt Bayertz (* 1948), deutscher Philosoph
- Tom Beauchamp (1939–2025), US-amerikanischer Moralphilosoph
- David Benatar (* 1966), südafrikanischer Philosoph
- Nikola Biller-Andorno (* 1971), deutsche Ärztin und Philosophin
- Dieter Birnbacher (* 1946), deutscher Philosoph
- Erwin Bischofberger (1936–2012), schwedischer Jesuit
- Józef Bogusz (1904–1993), polnischer Arzt (Chirurg), Ethiker sowie Mitbegründer und Redakteur der Auschwitz-Hefte
- Matthias Bormuth (* 1963), deutscher Mediziner
- Eva Brinkschulte (* 1954), deutsche Historikerin
- Florian Bruns (* 1978), deutscher Arzt
- Alena Buyx (* 1977), deutsche Ärztin

## C
- James F. Childress (* 1940), US-amerikanischer Philosoph und Theologe

## D
- Peter Dabrock (* 1964), deutscher evangelischer Theologe (Systematische Theologie)
- Elmar Doppelfeld (* 1939), deutscher Arzt

## E
- Ulrich Eibach (* 1942), deutscher evangelischer Theologe

## F
- Heiner Fangerau (* 1972), deutscher Arzt und Medizinhistoriker
- Andreas Frewer (* 1966), deutscher Arzt und Philosoph

## G
- Annemarie Gethmann-Siefert (* 1945), deutsche Philosophin
- John Gregory (1724–1773), schottischer Arzt
- Dominik Groß (* 1964), deutscher Zahnarzt und Historiker

## H
- Thomas Heinemann (* 1958), deutscher Philosoph
- Wolfram Henn (* 1961), deutscher Humangenetiker
- Nils Hoppe (* 1977), deutsch-englischer Rechtswissenschaftler

## I
- İlhan Ilkılıç (* 1967), türkischer Arzt und Philosoph
- Bernhard Irrgang (1953–2024), deutscher Philosoph

## K
- Hermes Andreas Kick (* 1944), deutscher Arzt (Psychiater)
- Ulrich H. J. Körtner (* 1957), deutscher evangelischer Theologe

## L
- Christian Lenk (1971–2022), deutscher Philosoph
- Alexander Lohner (* 1962), deutscher Philosoph und katholischer Theologe
- Ernst Luther (1932–2024), deutscher Medizinethiker

## M
- Giovanni Maio (* 1964), deutscher Arzt und Philosoph
- Georg Marckmann (* 1966), deutscher Arzt und Philosoph
- Reiner Marquard (* 1949), deutscher evangelischer Theologe

## O
- Fuat Oduncu (* 1970), deutscher Arzt

## P
- Norbert W. Paul (* 1964), deutscher Historiker
- Thomas Percival (1740–1804), englischer Arzt
- Günther Pöltner (* 1942), österreichischer Philosoph

## Q
- Michael Quante (* 1962), deutscher Philosoph

## R
- Ortrun Riha (* 1959), deutsche Ärztin und Germanistin
- Dietrich Ritschl (1929–2018), Schweizer evangelisch-reformierter Theologe

## S
- Stephan Sahm (* 1959), deutscher Arzt
- Heinz-Peter Schmiedebach (* 1952), deutscher Arzt
- Eberhard Schockenhoff (1953–2020), deutscher Moraltheologe
- Bettina Schöne-Seifert (* 1956), deutsche Ärztin
- Eduard Seidler (1929–2020), deutscher Medizinhistoriker
- Josef Seifert (* 1945), deutscher Philosoph
- Alfred Simon (* 1966), österreichischer Philosoph
- Florian Steger (* 1974), deutscher Klassischer Philologe

## T
- Jochen Taupitz (* 1953), deutscher Jurist

## V
- Herbert Viefhues (1920–2004), deutscher Arzt (Psychiater)
- Jochen Vollmann (* 1963), deutscher Arzt

## W
- Wolfgang Wieland (1933–2015), deutscher Philosoph und Arzt
- Claudia Wiesemann (* 1958), deutsche Ärztin
- Urban Wiesing (* 1958), deutscher Arzt
- Christiane Woopen (* 1962), deutsche Hochschullehrerin und Ärztin